# Associação Jaraguaense de Basquetebol
A Associação Jaraguaense de Basquetebol é uma equipe de basquetebol da cidade de Jaraguá do Sul, Santa Catarina que disputa o Campeonato Catarinense organizado pela FCB.

## Desempenho por temporadas
| Temporada | Nível        | Estadual     | Pos.         | TR           | PL           | Pós Temporada     | Nacional     | Nacional     |
| --------- | ------------ | ------------ | ------------ | ------------ | ------------ | ----------------- | ------------ | ------------ |
| 2017      | 1            | Catarinense  | 3º           | 4-4          | 0-0          | Quartas de Finais |              |              |
| 2018      | 1            | Catarinense  | 6º           | 3-9          |              |                   |              |              |
| 2019      | 1            | Catarinense  | 5º           | 0-8          |              |                   |              |              |
| 2020      | Não disputou | Não disputou | Não disputou | Não disputou | Não disputou | Não disputou      | Não disputou | Não disputou |
| 2021      | 1            | Catarinense  | 2º           | 1-3          | 0-3          | Grupo Semifinal   |              |              |
| 2022      | 1            | Catarinense  | 3º           | 4-4          |              |                   |              |              |
| 2023      | 1            | Catarinense  | 2º           | 10-2         | 0-2          | Semifinalista     |              |              |
| 2024      | 1            | Catarinense  | 5º           | 4-4          | 1-2          | Semifinalista     |              |              |